# Formación Arenas de Utrillas
La formación Arenas de Utrillas —denominada también «formación Utrillas» o «facies Utrillas»—  es una unidad sedimentaria del Cretácico que aflora en la península ibérica. 
Está formada por sedimentos siliciclásticos de granulometría diversa, mayoritariamente arena. Toma su nombre de la localidad de Utrillas, Teruel. 

## Historia
Fue nombrada de manera informal «arcillas diversicolores claras de Utrillas», y posteriormente «capas de Utrillas», designando en un principio los lechos lignitíferos presentes entre esa localidad y la vecina Escucha, donde se explotaban para extraer el carbón. Posteriormente se amplió su descripción para incluir las arenas y areniscas suprayacentes que, paradójicamente, afloran escasamente en la localidad tipo. Más adelante, la sección original, de extensión local mucho más reducida, fue segregada y denominada «formación Lignitos de Escucha».

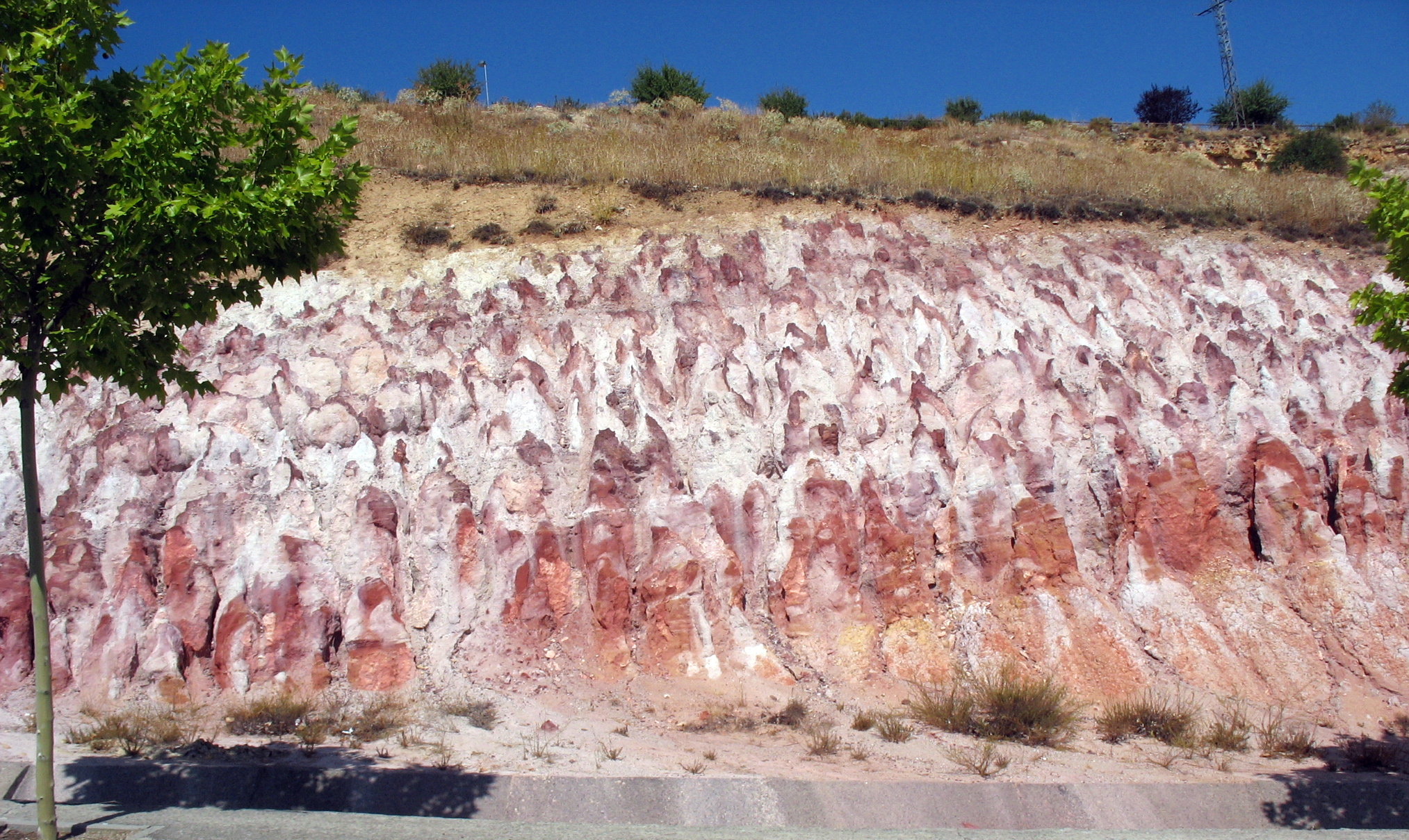
Sección de un paleosuelo laterítico ferruginoso del Cretácico superior en facies Utrillas, cerca de Segovia (España)

## Litología
Está constituida por materiales detríticos: fundamentalmente arenas, con menor abundancia gravillas y gravas, localmente gruesas, predominantemente cuarzosas, poco o nada cementadas, a menudo en una matriz de caolinita, illita o ambas, y capas intercaladas de arcillas violáceas, blanquecinas o rojas. Localmente presenta niveles de caolín, algunos explotables, como en la comarca de Los Serranos.
En algunas localidades contiene ventifactos —cantos erosionados por abrasión eólica—, pero parecen ser resedimentados desde formaciones subyacentes de edad pérmica y triásica.
También se encuentran restos vegetales silicificados o limonitizados.

## Ambiente sedimentario
Tradicionalmente se interpreta que los sedimentos de la formación Arenas de Utrillas se han depositado en un ambiente de llanura con aportes de origen fluvial, con extensos hiatos sedimentarios durante los que se habrían formado paleosuelos, detectables por la presencia de bioturbación por raíces y costras ferruginosas. Más recientemente se ha abierto paso la hipótesis de un origen eólico, bajo clima desértico, concretamente en una llanura de dunas —erg—, que habría progresado del oeste hacia el este. Esta hipótesis es conocida como desierto cretácico ibérico.

## Edad
Se considera que las rocas de la formación se depositaron durante todo el Albiense, abarcando desde el final del Aptiense hasta el principio del Cenomaniense, y llegando al Turoniense en algunas localidades.
Es una formación diacrónica, esto es, se depositó durante un tiempo dilatado a través de distintos pisos, según el ambiente deposicional se iba trasladando. Su base yace discordante sobre rocas de edad diversa, que abarcan desde el Triásico en facies Buntsandstein hasta el Aptiense, mientras que tanto a su techo, como lateralmente, pasa transicionalmente a depósitos carbonáticos de edad cenomaniense. 

## Localización
Está presente en el centro y este de la península ibérica, en una zona encuadrada por el extremo oriental de la cordillera Cantábrica, el sistema Ibérico y el margen septentrional del sistema Bético, así como una parte de la llanura manchega.